# László Bénes
László Bénes, né le 9 septembre 1997 à Dunajská Streda en Slovaquie, est un footballeur international slovaque qui évolue actuellement au poste de milieu central à l'Union Berlin.

## Biographie
László Bénes est né en Slovaquie à Dunajská Streda, une ville à forte communauté hongroise, dont il possède des origines
.

### Formation et débuts
László Bénes est formé au DAC Dunajská Streda en Slovaquie où il passe plusieurs années dans les équipes de jeunes avant de rejoindre le Győri ETO FC, en Hongrie en 2011. C'est avec ce club qu'il fait ses débuts en professionnels, le 6 décembre 2014 face au Budapest Honvéd FC, en championnat. Son équipe s'impose par deux buts à zéro ce jour-là.

### MŠK Žilina
En février 2015, Bénes fait son retour en Slovaquie en s'engageant avec le MŠK Žilina. Il joue son premier match le 4 avril 2015 contre le MFK Košice, une rencontre de championnat que son équipe remporte par quatre buts à un. Le 12 septembre 2015 il inscrit son premier but en professionnel lors de la victoire de son équipe face au ŠK Slovan Bratislava (3-0). Il joue une saison et demie pour le MŠK Žilina, avec lequel il participe à 42 matchs et inscrit deux buts.

### Borussia Mönchengladbach
Lors de l'été 2016 László Bénes est transféré pour 2 millions d'euros au Borussia Mönchengladbach. Il est tout d'abord intégré à l'équipe réserve du club. Il joue son premier match avec l'équipe première le 7 février 2017, à l'occasion d'un match de DFB-Pokal face au SpVgg Greuther Fürth. Il entre en cours de partie à la place de Mahmoud Dahoud et son équipe s'impose (0-2).

### Holstein Kiel
Le 29 janvier 2019 László Bénes est prêté jusqu'à la fin de la saison 2018-2019 au Holstein Kiel, en deuxième division. Il y joue en tout 16 matchs toutes compétitions confondues, inscrit deux buts et délivre six passes décisives durant son passage au club.

### Retour au Borussia Mönchengladbach
Bénes est de retour au Borussia Mönchengladbach pour la saison 2019-2020, où il est cette fois véritablement intégré au groupe professionnel. En novembre 2019 il prolonge son contrat avec le club jusqu'en 2024.

### FC Augsbourg
Le 1er février 2021, László Bénes est prêté jusqu'à la fin de la saison 2020-2021 au FC Augsbourg,.

### Hambourg SV
Le 22 juin 2022, László Bénes quitte définitivement le Borussia Mönchengladbach pour s'engager en faveur du Hambourg SV. Il signe un contrat courant jusqu'en juin 2026.
Bénes retrouve donc la deuxième division allemande, jouant son premier match pour Hambourg dans cette compétition le 17 juillet 2022, lors de la première journée de la saison 2022-2023 contre l'Eintracht Brunswick. Il est titularisé et son équipe l'emporte par deux buts à zéro.

### En sélection
Le 10 juin 2017 László Bénes honore sa première sélection avec l'équipe nationale de Slovaquie face à la Lituanie, une rencontre qui rentre dans le cadre des éliminatoires de la Coupe du monde 2018. Il entre en jeu ce jour-là à la place de Ondrej Duda et son équipe remporte la partie (1-2).
Il est retenu dans la liste des 26 joueurs slovaques du sélectionneur Štefan Tarkovič pour participer à l'Euro 2020.
Le 7 juin 2024, il figure dans la liste des 26 joueurs slovaques retenus par Francesco Calzona pour participer à l'Euro 2024.